# 파주 가월리와 주월리 유적
파주 가월리와 주월리 유적(坡州 佳月里와 舟月里 遺蹟)은 대한민국 경기도 파주시 적성면 가월리와 주월리, 임진강 하안단구 일대에 형성된 구석기시대 유적이다. 1994년 12월 21일 대한민국의 사적 제389호로 지정되었다.

## 개요
가월리와 주월리 유적은 임진강 하안단구 일대에 형성된 구석기시대 유적으로 1988년에 유적이 최초로 발견된 후 5년이 지난 1993년 유적의 일부 지역에 대한 정식 발굴조사가 이루어졌다. 일반적으로 구석기시대란 처음 인류가 등장한 때부터 약 1만년 전까지의 시기를 말한다. 가월리와 주월리 유적은 전곡리, 금파리 등 임진 - 한탄강 유역의 다른 유적과 기본적인 성격을 같이한다. 이곳에서 주로 확인되는 유물은 주먹도끼, 가로날도끼, 찍개, 몸돌, 격지 등 주로 대형석기이며 발굴과정에서는 망치돌, 소형석기, 사용된 석재도 다수 발견되었는데 무엇보다 당시 도구 제작과정을 알 수 있게 하는 자료들이다. 현재 이 지역은 경지 정리로 인해 대부분 숲을 이루고 일부는 밭으로 경작되고 있다. 이 유적은 유물 및 연대측정 결과로 보아 4~5만년 전을 전후한 시기일 가능성이 크며 석기가 집중적으로 발견되는 문화층이 있어 매우 중요하다. 전곡리 유적과 함께 우리나라를 비롯한 동아시아 구석기시대 연구에 중요한 유적으로 평가받는 곳이다.

## 참고 자료
- 파주 가월리와 주월리 유적 - 국가유산청 국가유산포털